# Conrad de Zähringen
Conrad de Zähringen (vers 1090 - 8 de gener de 1152, Constança) fou duc de Zähringen des de 1122 fins a la seva mort i des de 1127 també rector de Borgonya. Va passar la major part de la seva vida intentat frenar el poder creixent de la casa de Hohenstaufen i amb aquesta finalitat es va aliar amb la casa de Welf.

## Vida
Conrad fou fill del duc pretendent Bertold II de Suàbia i la seva muller, Agnès de Rheinfelden. El 1120, Conrad i el seu germà gran Bertold III de Zähringen van concedir drets a Freiburg. El 1122, Conrad va succeir Bertold III com a duc de Zähringen.
El 1127, entrava en conflicte amb el comte Renald III de Borgonya, perquè els dos homes reclamaven l'herència del nebot assassinat de Conrad, Guillem III de Borgonya. En aquesta situació es va beneficiar del suport de l'emperador Lotari II que necessitava suport urgent contra els seus rivals els Hohenstaufen, i per obtenir suport de Conrad, el va ajudar rebutjant la reclamació de Renald, amb l'argument dubtós que aquest havia fracassat a complir la seva obligació d'assistir a la cort de l'Emperador. Conrad va rebre el títol de "Rector de Borgonya", que denotava, almenys teòricament, una mena de representació de l'emperador al regne de Borgonya.
El 1138, el rei Conrad III d'Alemanya va agafar el poder i el conflicte entre els güelfs i els Hohenstaufen es va relaxar. Fins als últims anys 1150, els ducs de Zähringen van estar entre els seguidors més lleials dels Hohenstaufen.
Conrad va morir el 1152 i fou enterrat en la volta familiar a l'abadia de Saint Peter a la Selva Negra.

## Matrimoni i fills
Conrad es va casar amb Clemència de Namur o de Luxemburg-Namur (+1158) filla de Godofreu I de Namur i d'Ermessenda de Luxemburg i va tenir diversos fills:
- Conrad (? - 4 de gener de 1140),
- Adalbert, fundador de la línia de ducs de Teck
- Bertold IV, duc de Zähringen
- Clemència, casada amb Enric el Lleó
- Rodolf, arquebisbe de Magúncia (+ 1191)
- Hug, (? - 5 de febrer de 1203)
- Clemència (? 1173/75), casada en primeres noces amb el duc Enric XI de Saxònia, fill d'Enric X; i en segones noces amb el comte de Maurienne i de Savoia Humbert, fill d'Amadeu III i de Matilde d'Albon.